# Supermodel Internacional
Supermodel Internacional é um concurso voltado para modelos que visam carreira internacional nos países pertencentes à região asiática. O certame conta com mais de trinta aspirantes ao título anualmente, representando cada uma os seus respectivos países de origem. Organizado pelo detentor do concurso Mister Global, Pradit Pradinunt desde 2010,  o primeiro nome dado ao segmento foi de Supermodel of Asia Pacific, abrangendo apenas candidatas asiáticas. Portugal estreou no concurso em 2012, obtendo o terceiro lugar com Bruna Monteiro, já a Angola e o Brasil somente em 2017, este último obtendo o segundo lugar com Katherin Strickert.  A atual detentora do título é a modelo ucraniana Alena Spodynyuk. 

## Supermodel Internacional

### Vencedoras
| Ano  | País                 | Vencedora            | I  | A    | Cidade Natal | Local do Evento | R      |
| 2011 | Indonésia            | Bunga Jelitha Ibrani | 19 | 1.80 | Jacarta      | Bancoque        | [ 4 ]  |
| 2012 | África do Sul        | Reabetswe Sechoaro   | 22 | 1.76 | Pretória     | Bancoque        | [ 5 ]  |
| 2013 | Bósnia e Herzegovina | Mirnesa Subašić      | 18 | 1.79 | Srebrenica   | Bancoque        | [ 6 ]  |
| 2014 | Porto Rico           | Stephanie Cruz       | 20 | 1.76 | Humacao      | Seul            | [ 7 ]  |
| 2015 | Colômbia             | Alexandra Arboleda   | 22 | 1.78 | Cali         | Pampanga        | [ 8 ]  |
| 2016 | Malásia              | Josephine Tan        | 25 | 1.78 | Pahang       | Nova Déli       | [ 9 ]  |
| 2017 | Ucrânia              | Alena Spodynyuk      | 19 | 1.80 | Kiev         | Nova Déli       | [ 10 ] |
| 2018 | Vietname             | Khả Trang            | 26 | 1.80 | Ho Chi Minh  | Bancoque        |        |

## Estatísticas

### Títulos por País
| Títulos | Países               | Vitórias |
| 1       | Vietnã               | 2018     |
| 1       | Ucrânia              | 2017     |
| 1       | Malásia              | 2016     |
| 1       | Colômbia             | 2015     |
| 1       | Porto Rico           | 2014     |
| 1       | Bósnia e Herzegovina | 2013     |
| 1       | África do Sul        | 2012     |
| 1       | Indonésia            | 2011     |

### Títulos por Continente
| Títulos | Continente | Última Vitória |
| 3       | Ásia       | (2018)         |
| 2       | Américas   | (2015)         |
| 2       | Europa     | (2017)         |
| 1       | África     | (2012)         |
| 0       | Oceania    |                |

## Desempenho Lusófono
Além do Brasil, apenas Angola e Portugal já participaram do concurso:

### Supermodel International Angola
| Ano  | Província | Representante | I  | A    | Cidade Natal | Colocação | R      |
| 2017 | Luanda    | Maria Adão    | 18 | 1.79 | Luanda       |           | [ 11 ] |

### Supermodel International Brasil
| Ano  | Estado   | Representante      | I  | A    | Cidade Natal | Colocação | R      |
| 2017 | Paraná   | Katherin Strickert | 26 | 1.69 | Ponta Grossa | 2º. Lugar | [ 12 ] |
| 2018 | Amazonas | Hanna Weiser       | 28 | 1.75 | Manaus       | Top 15    | —      |

#### Prêmios Especiais
- Best Face : Katherin Strickert (2017) [13]

### Supermodel International Portugal
| Ano  | Distrito | Representante    | I  | A    | Cidade Natal | Colocação | R      |
| 2012 | Bragança | Bruna Monteiro   | 20 | 1.81 | Bragança     | 3º. Lugar | [ 14 ] |
| 2017 | Lisboa   | Inês Brusselmans | 22 | 1.70 | Oeiras       |           | [ 15 ] |
| 2018 | Faro     | Olena Chevka     | 20 | 1.75 | Portimão     | Top 15    | [ 16 ] |